# Манжетная лента «Мец»
Манжетная лента «Мец 1944» (нем. Ärmelband Metz 1944) — немецкая награда времён Второй мировой войны, для солдат вермахта, принимавших участие в битве за Мец в 1944 году. 

## Критерии награждения
После высадки союзников в Нормандии наступление 3-й армии США в оккупированной Франции встретило в Меце сильное сопротивление со стороны наспех собранной боевой группы под командованием Иоахима Зигрота, состоящей из различных частей ваффен-СС и армейских подразделений, с персоналом и студентами кадетской школы офицеров Меца. Это сопротивление помогло задержать наступление союзников на Германию.
Награда было учреждена 28 декабря 1944 года Адольфом Гитлером. Право на её получение имели все члены боевой группы Зигрота, включая солдат и гражданский персонал, принимавшие участие в битве за Мец с 27 августа по 25 сентября 1944 года в течение как минимум семи дней или получение во время неё ранение. Хотя бои вокруг Меца продолжались до декабря 1944 года, служба после 25 сентября уже не соответствовала требованиям, поскольку боевая группа Зигрота в них уже не участвовала.
Лента на манжету задумалась как фирменный знак (Traditionsabzeichen), который в будущем должны были бы носить всё штабные и офицерские кадеты во время обучения в кадетской школе Мец (Fahnenjunkerschule VI), но она была закрыта до того, как это было реализовано.

## Описание награды
Чёрная тканевая лента шириной 32 мм с серебряной окантовкой и вышитой серебряной тесьмой с надписью «Metz 1944», по стилю была схожей с знаками дивизий и полков ваффен-СС.
Она носилась на левом нижнем рукаве униформы, в том числе и членов нацистской партийной организации. Если человек был награждён двумя и более манжетными лентами за участие в военных операциях, самый ранний из них следовало носить над более поздними, хотя это правило не всегда соблюдалось.
Награда не получила широкого распространения, лишь некоторые экземпляры были вручены до конца войны. В послевоенной Германии награды нацистской эпохи были запрещены. Лента была повторно разрешена для ношения в Федеративной Республике Германия в 1957 году, благодаря отсутствию на ней нацистской символики. Члены бундесвера, прошедшие ветеранскую квалификацию, могли получить новый вариант награды в виде нагрудной планки с уменьшенной копией ленты.